# Тоноян, Ашот Робертович
Ашо́т Ро́бертович Тоноя́н (арм. Աշոտ Տոնոյան; 5 марта 1958, Ереван — 22 июня 2014) — депутат армянского парламента.
- 1974—1976 гг. — техник в вычислительном центре министерства лёгкой промышленности Армянской ССР.
- 1976—1978 гг. — служба в советской армии.
- 1978—1985 гг. — мастер-наладчик на заводе «Реле».
- С 1985 г. — основал пищевой кооператив «Ерем».
- 1991—1996 гг. — главный инженер в строительном кооперативе «Тигрис».
- С 1996 г. — основал строительное ООО «Роберт» и занимал должность директора.
- 2002 г. — основал строительное ООО «Тонус», специализирующееся на строительстве методом подъема перекрытий, которое с 2006 года также является правопреемником ООО «Роберт». Занимал должность генерального директора ООО «Тонус».
- 19 мая 2006 г. — избран почётным членом общины «Канакер-Зейтун».
- 2006 г. — за заслуги в развитии армяно-украинских связей в области спорта президентом Украинской Республики награждён юбилейной медалью, а за заслуги в развитии олимпийского движения в Армении награждён золотым орденом НОК Армении.
- 2007 г. — решением аттестационной комиссии Ванадзорского института управления «Санаин» присвоено звание почётного профессора института, международным союзом рыцарей — звание рыцаря. Международной Академией наук о природе и обществе также присвоено звание почетного доктора.

Почетный председатель Национальной Федерации Армении по кикбоксингу и спортивного клуба «Зейтун», член организационного совета всемирной федерации по кикбоксингу «WPKA» и международной организации «International Polise-Motor Corporation», член совета научной, культурной, спортивной организации «Созвездие».
В 2008—2012 гг. — депутат Национального собрания Армении четвертого созыва. Член партии «Процветающая Армения».
Скоропостижно скончался 22 июня 2014 года.